# Westdale
Westdale és una concentració de població designada pel cens dels Estats Units a l'estat de Texas. Segons el cens del 2000 tenia 295 habitants.

## Demografia
Segons el cens del 2000, Westdale tenia 295 habitants, 92 habitatges, i 80 famílies. La densitat de població era de 30,1 habitants per km².
Dels 92 habitatges en un 48,9% hi vivien nens de menys de 18 anys, en un 80,4% hi vivien parelles casades, en un 3,3% dones solteres, i en un 12% no eren unitats familiars. En el 10,9% dels habitatges hi vivien persones soles el 4,3% de les quals corresponia a persones de 65 anys o més que vivien soles. El nombre mitjà de persones vivint en cada habitatge era de 3,21 i el nombre mitjà de persones que vivien en cada família era de 3,33.
Per edats la població es repartia de la següent manera: un 30,8% tenia menys de 18 anys, un 9,8% entre 18 i 24, un 30,2% entre 25 i 44, un 24,1% de 45 a 60 i un 5,1% 65 anys o més.
L'edat mediana era de 31 anys. Per cada 100 dones de 18 o més anys hi havia 117 homes.
La renda mediana per habitatge era de 39.773 $ i la renda mediana per família de 46.094 $. Els homes tenien una renda mediana de 32.188 $ mentre que les dones 15.156 $. La renda per capita de la població era de 15.640 $. Aproximadament el 19,5% de les famílies i el 30,8% de la població estaven per davall del llindar de pobresa.

## Poblacions més properes
El següent diagrama mostra les poblacions més properes.